# Stan Winston
Stan Winston (ur. 7 kwietnia 1946 w Arlington, zm. 15 czerwca 2008 w Malibu) – amerykański twórca filmowych efektów wizualnych i specjalnych, charakteryzator oraz reżyser filmowy.
Był najbardziej znany z pracy w filmach: Terminator, Terminator 2: Dzień sądu, Park Jurajski, Obcy – decydujące starcie, Predator, Powrót Batmana, Edward Nożycoręki i Avatar. Uzyskał dziesięć nominacji i zdobył cztery Oscary – trzy za najlepsze efekty specjalne oraz jednego za charakteryzację.

## Kariera
Stan Winston urodził się 7 kwietnia 1946 roku w Arlington w stanie Wirginia. Studiował malarstwo i rzeźbę na Uniwersytecie Wirginia, którą ukończył w 1968 roku. W 1969 roku Winston przeniósł się do Hollywood, aby kontynuować karierę aktorską.
W 1972 roku Winston założył własną firmę „Stan Winston Studio” i zdobył nagrodę Emmy za efekty jego pracy w filmie „Gargoyles”. 
W 1982 Winston otrzymał swoją pierwszą nominację do Oscara. W ciągu najbliższych kilku lat Winston i jego firma otrzymała wiele nagród za swoją pracę.
W 1997 pracował także z Michaelem Jacksonem nad 40 minutowym filmem Ghosts, który promował utwory: „2 bad”, „Ghosts”, oraz „Is it scary”.

## Śmierć
Stan Winston zmarł 15 czerwca 2008 w swoim domu w Malibu w Kalifornii po trwającej siedem lat chorobie, cierpiał na szpiczaka mnogiego. Jego rzecznicy dononieśli, że „Stan zmarł spokojnie w domu, otoczony przez rodzinę”. Po śmierci dedykowano mu film Terminator: Ocalenie.

## Nagrody i nominacje
| Rok  | Nagroda                   | Kategoria                  | Za                        | Wynik   |
| ---- | ------------------------- | -------------------------- | ------------------------- | ------- |
| 1994 | Nagroda Akademii Filmowej | Najlepsze efekty specjalne | Park jurajski             | Wygrana |
| 1992 | Nagroda Akademii Filmowej | Najlepsze efekty specjalne | Terminator 2: Dzień sądu  | Wygrana |
| 1987 | Nagroda Akademii Filmowej | Najlepsze efekty specjalne | Obcy – decydujące starcie | Wygrana |
| 1992 | Nagroda Akademii Filmowej | Najlepsza charakteryzacja  | Terminator 2: Dzień sądu  | Wygrana |